# Brebu (Prahova)
Pour les articles homonymes, voir Brebu.
Brebu est une commune roumaine du județ de Prahova, dans la région historique de Valachie et dans la région de développement du Sud.

## Géographie
La commune roumaine de Brebu est située dans la région de Muntenia, au nord-ouest du département (judet) de Prahova, sur les rives de la Doftana, dans la courbure des Carpates, à 3 km au nord-est de Câmpina, dont elle est un faubourg, et à 40 km au nord-ouest de Ploiești, le chef-lieu du département.
La municipalité est composée des quatre villages suivants (population en 1992) :
- Brebu Mânăstirei (3 517), siège de la commune ;
- Brebu Megieșesc (2 877) ;
- Pietriceaua (1 395) ;
- Podu Cheii (205).

## Histoire
La première mention écrite de la commune date de 1564.

## Politique
| Parti | Parti                        | Sièges |
| ----- | ---------------------------- | ------ |
|       | Parti national libéral (PNL) | 11     |
|       | Parti social-démocrate (PSD) | 4      |

## Religions
En 2002, la composition religieuse de la commune était la suivante :
- Chrétiens orthodoxes, 99,32 % ;
- Pentecôtistes, 0,33 %.

## Démographie
En 2002, la commune comptait 7 709 Roumains (99,87 %).
| 1992  | 2002  | 2007  |
| ----- | ----- | ----- |
| 7 994 | 7 719 | 7 602 |

## Économie
L'économie de la commune repose sur l’élevage, l'exploitation des forêts et la transformation du bois (meubles).

## Communications

### Routes
La route régionale DJ102I rejoint Câmpina au sud et Valea Doftanei et le județ de Brașov au nord tandis que la DJ214 se dirige vers l'est, Aluniș et la vallée de la Teleajen.

### Voies ferrées
La gare la plus proche est celle de Câmpina sur la ligne Bucarest-Ploiești-Brașov.

## Lieux et monuments
- Musée Casa Domneasca Matei Besarab.

- Monastère de Brebu (1640-1650).

- Lac de Brebu.